# Synneuron annulipes
Synneuron annulipes is een muggensoort uit de familie van de Canthyloscelididae. De wetenschappelijke naam van de soort is voor het eerst geldig gepubliceerd in 1910 door Lundström.